# Legationsråd
Legationsråd betegnede indtil 1950'erne en erfaren, udsendt diplomat ved et gesandtskab eller legation. Titlen anvendes ikke mere, men svarer til ambassaderåd i den moderne terminologi.